# Guatteria verrucosa
Guatteria verrucosa är en kirimojaväxtart som beskrevs av Robert Elias Fries. Guatteria verrucosa ingår i släktet Guatteria och familjen kirimojaväxter. Inga underarter finns listade i Catalogue of Life.